# 方荘駅
方荘駅（ほうそうえき）とは中華人民共和国北京市豊台区に位置する北京地下鉄14号線 の駅である。

## 駅構造

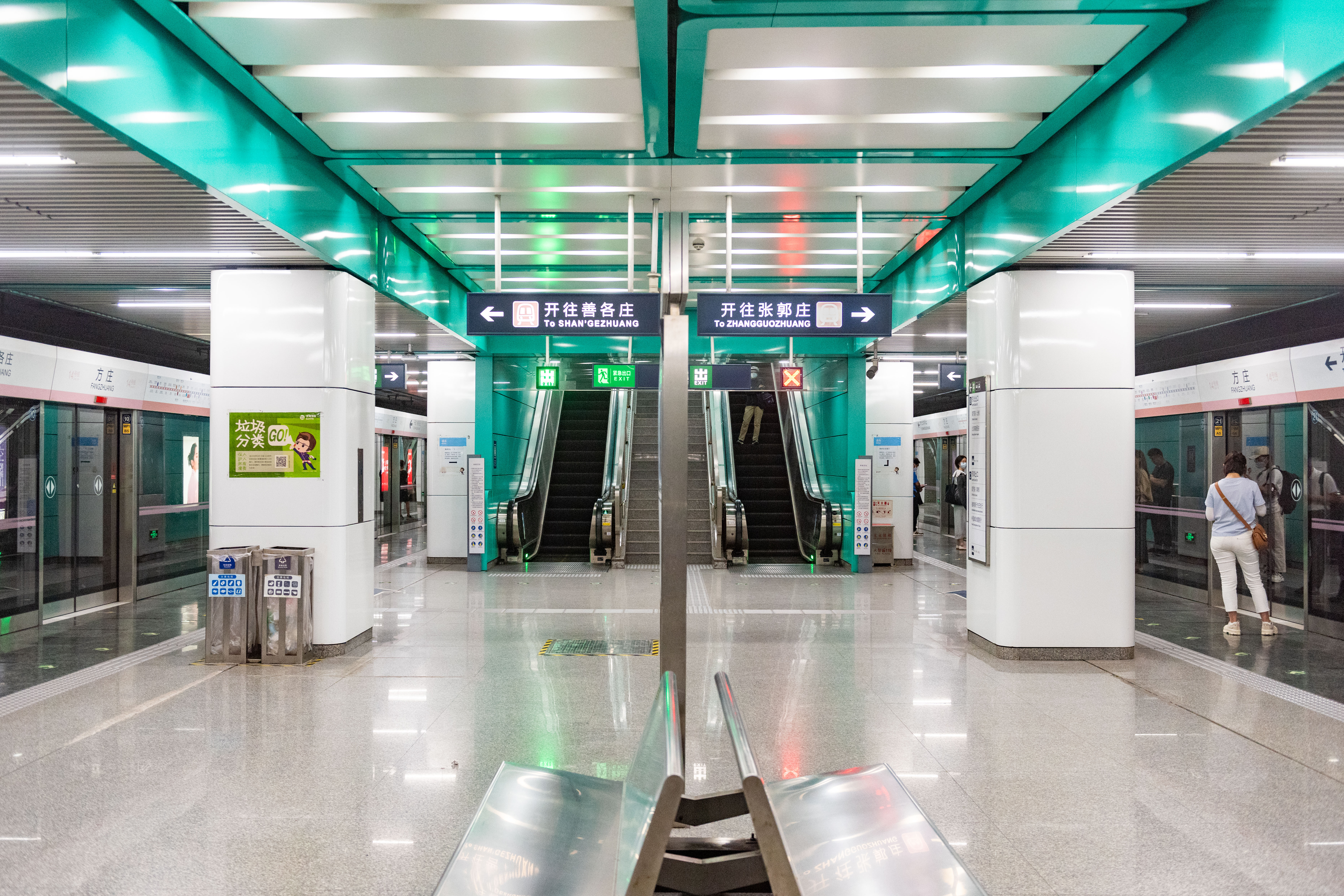
ホーム

島式ホーム1面2線を有する地下駅。
| 14号線ホーム | ←14号線 張郭荘方面 |
| 14号線ホーム | 島式ホーム         |
| 14号線ホーム | 14号線 善各荘方面→ |

## 歴史
- 2015年12月26日 - 14号線開業。

## 隣の駅
北京地下鉄
■14号線
蒲黄楡駅 - 方荘駅 - 十里河駅